# Vladislav (moravský markrabě)
Vladislav (1207 – 18. února 1227/1228) byl třetí syn českého krále Přemysla Otakara I. a jeho druhé manželky Konstancie Uherské, moravský markrabě v letech 1224–1227.
Po smrti moravského markraběte a králova bratra Vladislava Jindřicha v roce 1222 převzal Přemysl Otakar vládu i nad Moravou. Vladislav Jindřich totiž nezanechal potomky, kteří se zřejmě měli stát moravskými markrabaty, zatímco potomci Přemysla měli právo na královský titul. Král tedy zvýšil počet inspekčních cest na Moravu, přičemž s sebou brával i své syny, zejména svého následníka Václava. V jeho nepřítomnosti jej pak zastupoval na Moravě olomoucký biskup Robert.
Někdy v červenci 1224 (neví se přesné datum) ustanovil král markrabětem moravským svého syna Vladislava. Ten ovšem zemřel již roku 1227 a ani on nezanechal potomka. Jeho ostatky byly pohřbeny v Opatovickém klášteře. Na jeho místo s určitým časovým zpožděním (způsobené spory s Rakouskem) usedl nejmladší syn Přemysla Otakara I. Přemysl.